# Amphiodia peloria
Amphiodia peloria är en ormstjärneart som beskrevs av Bush 1921. Amphiodia peloria ingår i släktet Amphiodia och familjen trådormstjärnor. Inga underarter finns listade i Catalogue of Life.